# Carboxylesterase
Trong enzymology, một carboxylesterase hoặc hydrolase carboxylic-ester (EC 3.1.1.1) là một enzyme xúc tác cho một phản ứng hóa học có dạng:
một carboxylic ester + H2O {\displaystyle \rightleftharpoons } Một alcohol + một carboxylate
Vì vậy, hai chất nền của enzym này là carboxylic ester và H2O, trong khi hai sản phẩm của nó là rượu và carboxylat.
Hầu hết các enzyme từ nhóm này là serine hydrolases thuộc họ superfamily của protein với gấp ba lần alpha / beta hydrolase. Một số trường hợp ngoại lệ bao gồm esterase với cấu trúc beta-lactamase
Carboxylesterase được phân bố rộng rãi trong tự nhiên, và thường gặp ở gan ở động vật có vú. Nhiều người tham gia vào quá trình chuyển hóa giai đoạn I của các chất bài tiết như thuốc độc hoặc thuốc; các carboxylates kết quả sau đó được liên hợp với các enzyme khác để tăng độ hòa tan và cuối cùng thải trừ.
Họ carboxylesterase của các protein liên quan đến tiến hóa (những người có sự liên kết trình tự rõ ràng với nhau) bao gồm một số protein có đặc tính bề mặt khác nhau, chẳng hạn như acetylcholinesterase.